# Carlos Edwards
Carlos Akenhaton Edwards (* 24. Oktober 1978 in Diego Martin) ist ein Fußballspieler aus Trinidad und Tobago. Der Mittelfeldspieler ist vielfacher Nationalspieler seines Landes. Mit der Nationalmannschaft nahm er auch an der Fußball-Weltmeisterschaft 2006 teil.

## Sportlicher Werdegang
Edwards, der als rechter Flügelspieler auch auf der Außenverteidigerposition eingesetzt werden kann, begann die Profilaufbahn in seiner Heimat bei Defence Force FC. Nach einem erfolgreichen Probetraining wechselte Edwards, der dieselbe Schule besucht hatte wie sein künftiger Nationalteamkollege Kenwyne Jones, für 250.000 Pfund zum walisischen AFC Wrexham in die englische Liga – weitere Neuzugänge aus seinem Heimatland beim AFC Wrexham waren zu dieser Zeit Dennis Lawrence und Hector Sam. Mit dem Aufstieg in die drittklassige Second Division feierte Edwards in der Saison 2002/03 seinen ersten großen Erfolg, steuerte selbst zehn Treffer bei und wurde am Ende sowohl vereinsintern zum besten Spieler der abgelaufenen Spielzeit, als auch ligaweit in die Mannschaft des Jahres gewählt. Die zuletzt genannte Ehrung errang er auch ein Jahr später in der dritthöchsten Spielklasse, als er fünf Tore dazu beisteuerte, dass der AFC Wrexham mit einem sicheren Mittelfeldplatz die Klasse erhielt. In seiner letzten Saison für die „Red Dragons“ sorgte eine Knieverletzung, die sich Edwards während eines Nationalmannschaftseinsatzes zugezogen hatte, dafür, dass er in der Hinserie außer Gefecht gesetzt war. Am Ende stieg er mit seinem Klub in die vierte Liga ab, gewann aber gleichzeitig mit der Football League Trophy seinen ersten englischen Titel.
Nach Ablauf des Vertrags in Wrexham wechselte Edwards im Mai 2005 ablösefrei zum Zweitligisten Luton Town und unterschrieb hier einen Kontrakt mit einer Laufzeit über drei Jahre. Auf Anhieb wurde er bei seinem neuen Klub aufgrund seiner technischen Fertigkeiten und Antrittsschnelligkeit zum Publikumsliebling und empfahl sich so für noch höhere Aufgaben. So heuerte er am 2. Januar 2007 beim Zweitligakonkurrenten AFC Sunderland an, unterzeichnete dort einen neuen 3½-Jahres-Vertrag und führte sich mit fünf Toren in den restlichen Saisonspielen gut ein. Dazu zählte auch der entscheidende Treffer zum 3:2-Endstand gegen den FC Burnley, der nach der Niederlage von Derby County gegen Crystal Palace am nächsten Tag den direkten Aufstieg in die Premier League bedeutete. Seine Zeit in der englischen Eliteliga war jedoch nur von kurzer Dauer, da er sich bereits im zweiten Saisonspiel an der Achillessehne verletzte und kurz nach seinem Comeback ein Bein brach. Erst kurz vor Ende der Saison kehrte Edwards zurück, war dann aber nach einer Reihe von Neuverpflichtungen im Sommer zunächst einmal nicht mehr „erste Wahl“ und erhielt im Oktober 2008 die Freigabe für ein Leihgeschäft mit den Wolverhampton Wanderers. Bereits am 20. November 2008 beriefen ihn die „Black Cats“ nach nur sechs Einsätzen für die „Wolves“ zurück nach Sunderland, wo er jedoch mit 16 Einwechselungen in 22 Ligaspielen mehr als Ergänzungsspieler in Erscheinung trat.
Am 1. September 2009 wechselte Edwards gemeinsam mit Grant Leadbitter für eine Gesamtablösesumme in Höhe von vier Millionen Pfund vom AFC Sunderland zum Zweitligisten Ipswich Town. Von März 2014 bis Mai 2016 spielte er beim FC Millwall, bevor er in seine Heimat zurückkehrte.

## Nationalmannschaft von Trinidad und Tobago
Nachdem Edwards zuvor in keiner Jugendauswahl seines Heimatlandes gespielt hatte, debütierte er am 5. Juni 1999 in der  Karibikmeisterschaft für Trinidad und Tobago gegen Grenada und wurde nach dem Turniergewinn immer mehr zum Stammspieler. Er gehörte zur Mannschaft, die im Jahr 2006 erstmals in der Geschichte des Landes an einer WM-Endrunde teilnahm und stand in den Gruppenspielen gegen Schweden, England und Paraguay jeweils durchgängig auf dem Platz.

## Erfolge
- Karibikmeister: 1999, 2001
- Football League Trophy: 2005